# تشينغ ماو وي
تشينغ ماو وي (بالإنجليزية: Ching Maou Wei)‏ (مواليد 14 نوفمبر 1985) هو سبّاح من الولايات المتحدة، مثّل بلاده في الألعاب الأولمبية الصيفية 2012.

## روابط خارجية
تشينغ ماو وي على موقع الاتحاد الدولي للسباحة (الإنجليزية)
- تشينغ ماو وي على موقع أوليمبيديا (الإنجليزية)